# Deutsche Verkehrswacht
Die Deutsche Verkehrswacht e. V. (DVW) ist ein als gemeinnützig anerkannter deutscher Verein auf dem Gebiet der Verkehrserziehung und -aufklärung.

## Vorgeschichte
Nach dem Ersten Weltkrieg kam es in Deutschland zu einer rasanten Zunahme des Kraftfahrzeugbestandes. Hierdurch hatten sich „große Mißstände entwickelt, die das für das Wirtschaftsleben so ungeheuer wichtige Kraftfahrwesen schwer zu beeinträchtigen drohen“. Deshalb rief 1920 der ADAC in München eine Autowacht ins Leben, deren Ziel es war, „durch sachverständige Mitglieder diejenigen Kraftfahrzeugbesitzer festzustellen, die durch unvorschriftsmäßiges Fahren Gelegenheit zur Mißstimmung im Publikum bieten. Dieselben erhalten zunächst eine Verwarnung seitens der Klubleitung.“ Am 22. September 1922 wurde „eine große Vereinigung über das Deutsche Reich ins Leben gerufen, die gemeinsam mit den öffentlichen Körperschaften eine Selbsthilfe der Automobilisten organisiert. Das, was die Behörden mit ihrem großen Anzeigeapparat nicht fertig brachten, eine durchgreifende geordnete Regelung des gesamten Straßenverkehrs herbeizuführen, das will diese Vereinigung durch ein erzieherisches Eingreifen auf alle Fuhrwerkslenker erwirken.“

## Geschichte
Am 17. Oktober 1924 wurde „in einer Sitzung der am Automobilverkehr interessierten Spitzenverbände die Schaffung einer Reichsorganisation der Verkehrswacht beschlossen“.
Am 3. November 1924 erfolgte schließlich in Berlin die Gründung der Deutschen Verkehrswacht (D. V. W.) durch folgende Verbände, die insgesamt rund 750.000 Mitglieder repräsentierten:
- Allgemeiner deutscher Automobilklub,
- Deutscher Verkehrsbund,
- Reichsabteilung der Kraftfahrer,
- Deutscher Automobilhändler-Verband,
- Mitteleuropäischer Motorwagen-Verein,
- Kraftfahrervereinigung deutscher Aerzte (Dresden),
- Deutscher Touringklub (München),
- Automobilklub von Deutschland,
- Deutsche Auto-Liga,
- Reichsverband der deutschen Automobilindustrie,
- Zentralverband für das Kraftdroschkengewerbe Deutschlands,
- Vereinigung deutscher Kraftfahrschulen,
- Bund deutscher Radfahrer,
- Arbeiterradfahrerbund Solidarität (Offenbach a. M.),
- Deutscher Verkehrsbund (Reichsabteilung der Straßen- und Kleinbahner),
- Reichsabteilung für Transport und Spedition und
- Kraftverkehr Deutschland G. m. b. H. (Dresden).

„Um aller Vereinsrivalität von vornherein zu begegnen“, wurde Generaldirektor Kaufmann „als durchaus neutraler Herr“ zum ersten Vorsitzenden gewählt. Zuvor gab wie schon erwähnt lokale, zumeist Autowachten genannte Verkehrswachten. Diese bestanden zuerst in München (1920 vom ADAC ins Leben gerufen) sowie unter anderem in Berlin, Frankfurt am Main und Magdeburg. 1924 folgten weitere, so in Chemnitz, Düsseldorf, Hamburg, Koblenz, Königsberg (Preußen), Nürnberg, Stuttgart und Zwickau.
Zwischen 1933 und 1945 war der Verein verboten und konstituierte sich am 13. Dezember 1950 als Bundesverkehrswacht e. V. neu. Sitz des Verbandes war seit 1950 Bonn. Im Juli 2009 zog die Geschäftsstelle von Bonn nach Berlin.
Auf Initiative der Deutschen Verkehrswacht und mit Unterstützung des Bundesministeriums für Verkehr (BMV), der Wirtschaft und von spendenden Privatpersonen werden Programme und Maßnahmen zur Steigerung der Verkehrssicherheit erstellt und umgesetzt.
Zu den Aktionen, die die Deutsche Verkehrswacht durchführt, gehören Programme für Vorschulkinder in Kindertagesstätten und Kindergärten, Aufklärungsaktionen für junge Fahrer, Programme für ältere Verkehrsteilnehmer, örtliche Fahrradtage, der maßgeblich vom Verband der Automobilindustrie finanzierte Schülerlotsendienst, die gemeinsam mit dem Zentralverband Deutsches Kraftfahrzeuggewerbe durchgeführte Aktion „Licht-Test“, Programme zur schulischen Verkehrserziehung, die Verkehrskadetten und über viele Jahre die Fernsehsendereihe „Der 7. Sinn“. Durchgeführt werden bundesweit u. a. auch Fahrsicherheitstrainings für Personenkraftwagen, Motorrad und Lastkraftwagen.
Die Verbandszeitschrift „mobil und sicher – Das Verkehrswachtmagazin“ informiert seit 1994 sechsmal im Jahr über Themen in den Bereichen Verkehrssicherheit, Verkehrserziehung, Verkehrspsychologie, Verkehrspolitik, Verkehrstechnik, Verkehrsrecht, Unfallforschung, Verkehr und Umwelt. Das Magazin erscheint als Print- und als digitale Version (App). Zudem wird seit 2000 jährlich ein „mobil und sicher“-Wettbewerb für alle örtlichen Verkehrswachten zu Verkehrssicherheitsaktionen ausgelobt.
Über den nationalen Horizont hinaus auch europäischen Zielen verpflichtet, trat die Deutsche Verkehrswacht im Jahr 2005 der Europäischen Charta für Straßenverkehrssicherheit („European Road Safety Charter“) der Europäischen Kommission bei.

### Präsidenten
Die Präsidenten der Deutschen Verkehrswacht seit ihrer Gründung waren August Horch (1924 bis ca. 1930), Prinz Richard von Hessen (ca. 1930 bis 1933), nach dem Verbot der Organisation in der Zeit des Nationalsozialismus Walter Linden (ab 1950 bis Anfang der 1960er Jahre), Günter Wind (1964 bis 1982), Felix Mottl (1982 bis 1995), Burkhard Ritz (1995 bis 2001), Heinz Hardt (2001 bis 2007), Kurt Bodewig (2007 bis 2024) und Kirsten Lühmann (seit 2024).

## Zielsetzung
Ziel der Deutschen Verkehrswacht ist es, in freiwilliger Mitarbeit engagierter Mitglieder und in eigener Initiative vor Ort die Verkehrssicherheit zu fördern, Verkehrserziehung und -aufklärung zu betreiben, Verkehrsunfälle durch geeignete Maßnahmen zu verhüten, die Interessen aller Verkehrsteilnehmenden auf ausreichende Sicherheit im Straßenverkehr zu vertreten, Mitglieder und Behörden in Fragen der Verkehrssicherheit zu beraten und bei ihrer Arbeit Belange des Umweltschutzes einzubeziehen.
Die Deutsche Verkehrswacht bekennt sich zur Vision Zero, deren Ziel keine Getöteten und Schwerverletzten im Straßenverkehr sind.

## Struktur
Die Organisation wird von rund 50.000 ehrenamtlichen Mitgliedern getragen, die in rund 550 Orts-, Gebiets- und Kreisverkehrswachten organisiert sind, die sich wiederum auf 16 Landesverkehrswachten verteilen.

### Mitglieder
Neben den 16 Landesverkehrswachten sind Unternehmen, Institutionen und Einrichtungen Mitglied bei der Deutschen Verkehrswacht. Dazu zählen laut eigener Auflistung:
- Unternehmen des Automobilbereiches, u. a. BMW AG, Daimler AG sowie der Verband der Automobilindustrie
- der Gesamtverband der Deutschen Versicherungswirtschaft
- Autoclubs, u. a. ACE, ADAC, AvD, und NAVC
- Verlage, u. a. Max Schmidt-Römhild GmbH & Co. KG
- Polizei, u. a. Gewerkschaft der Polizei
- Prüfgesellschaften, u. a. DEKRA und TÜV

### Präsidium und Vorstand
Im Juni 2025 hat die Jahreshauptversammlung der Deutschen Verkehrswacht folgende Personen in das Präsidium gewählt:
- Kirsten Lühmann, Präsidentin, Vizepräsidentin der Landesverkehrswacht Niedersachsen
- Mark Benn, Vizepräsident, Vorsitzender der Landesverkehrswacht Bremen
- Burkhard Metzger, Vizepräsident, Präsident der Landesverkehrswacht Baden-Württemberg
- Andreas Nowak, Vizepräsident, Präsident der Landesverkehrswacht Sachsen
- Gabriele Pappai, Vizepräsidentin, Vizepräsidentin der Landesverkehrswacht Nordrhein-Westfalen
- Andreas Rade, Vizepräsident, Geschäftsführer „Politik & Gesellschaft“ beim Verband der Automobilindustrie
- Karsten Witt, Vizepräsident, Vorsitzender der Verkehrswacht Hamburg
- Kirsten Zeidler, Vizepräsidentin, Leiterin der Unfallforschung der Versicherer
- Guido Zielke, Vizepräsident, Präsident der Landesverkehrswacht Berlin

Die Mitglieder des Präsidiums sowie die Präsidenten beziehungsweise Vorsitzenden der Landesverkehrswachten bilden den Vorstand.

### Ehrenpräsidenten
Die Jahreshauptversammlung der Deutschen Verkehrswacht kann ehemalige Präsidenten, die sich um die Förderung der Verkehrssicherheit oder um die Deutsche Verkehrswacht besonders verdient gemacht haben, auf Vorschlag des Präsidiums zum Ehrenpräsidenten ernennen. 
Seit November 2024 ist    Kurt Bodewig, Bundesminister für Verkehr, Bau- und Wohnungswesen a. D., Ehrenpräsident der Deutschen Verkehrswacht. Sein Vorgänger  Burkhard Ritz, Präsident der Deutschen Verkehrswacht von 1995 bis 2001, führte den Titel ebenfalls bis zu seinem Tod im April 2025.

## Gesellschaftliche Leistung & Aktivitäten

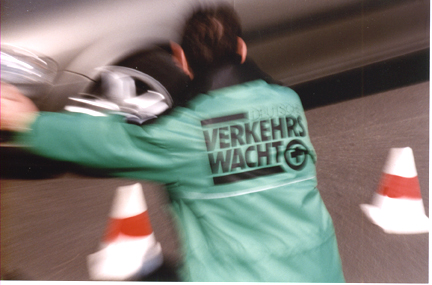
Mitglied der Deutschen Verkehrswacht im Einsatz

Die Deutsche Verkehrswacht kann als Vorreiterin und Wegbereiterin der heutigen Verkehrserziehung in Deutschland angesehen werden:
1924 als gemeinnützige Bürgerinitiative gegründet, wurde sie bereits Jahrzehnte bevor die akademische Pädagogik die gesellschaftliche Bedeutung der Verkehrserziehung erkannte und die Allgemeinbildenden Schulen sie 1972 als fächerübergreifenden Bildungsauftrag von der Politik übertragen bekamen in der Verkehrsertüchtigung von Kindern, Jugendlichen und Erwachsenen aktiv. Die anfangs sehr pragmatisch als praktische Verkehrseinweisung und Regellehre betriebene „Verkehrskunde“ wurde zunächst vorrangig aus der dringlichen Notwendigkeit der Unfallverhütung geboren und gerechtfertigt. Entscheidendes Anliegen war es nämlich, die mit der rapide wachsenden Motorisierung jährlich zunehmenden Unfallzahlen bei Kindern zu bremsen und die Risiken des Straßenverkehrs, vor allem für die besonders gefährdeten Schulanfänger, zu senken. Unter dieser Zielsetzung wurden die Kinder geschult, wurde Elternaufklärung betrieben, wurden die Kraftfahrer regelmäßig (vor allem zu Schuljahresbeginn) für die Problematik sensibilisiert, wurden Politiker, Stadtplaner und Kraftfahrverbände zu Maßnahmen gedrängt. Man ging mit Broschüren, Elternbriefen, Lehrgängen, Aufklärungsmaßnahmen, Vorführungen, einer eigenen Zeitschrift mobil und sicher in die Öffentlichkeit, band zunehmend Polizei, Elternverbände, Kommunalpolitiker, Autoclubs, Industriefirmen und Schulverwaltungen in die gemeinsame Verantwortung ein. Die Ausbildung von Schülerlotsen, Schulbusbegleitern, Moderatoren, Fachberatern schuf ein Multiplikatorensystem, das die Erkenntnis einer gemeinsamen Verantwortung förderte. Inzwischen über 800 Jugendverkehrsschulen mit ebenso vielen Verkehrsübungsplätzen, regelmäßige Wettbewerbe, Fußgänger- und Radfahrprüfungen, Anzeigenkampagnen, Abzeichen und Auszeichnungen machten die Bedeutung einer guten Verkehrserziehung öffentlichkeitswirksam bekannt. Organisatorisch entstand ein flächendeckendes Netz von gemeinnützigen Verbänden auf Bundes-, Landes- und Kommunalebene. Man tauscht sich bis heute international regelmäßig aus, etwa mit gleichartigen Verbänden in den Nachbarländern Österreich und Schweiz.
Auch das Erreichen der Einbindung der Hochschulen und Schulen in die Verkehrserziehung mit der ersten Empfehlung der Kultusministerkonferenz von 1972 und der damit verbundene Durchbruch zur Entwicklung eines vollgültigen, allgemein anerkannten Erziehungsbereiches muss in wesentlichen Teilen der Initiative und den Anstrengungen der Deutschen Verkehrswacht zugerechnet werden. Die 1994 und 2012 jeweils aktualisierten Empfehlungen der Kultusminister haben zwar nicht zu einer ländereinheitlichen Harmonisierung der Verkehrserziehung, aber doch zu weithin erfolgreichen Kooperationen der verantwortlichen Stellen geführt. Hieran hat die Deutsche Verkehrswacht einen wesentlichen Anteil.

### Verkehrswacht Medien & Service
Die Verkehrswacht Medien & Service (VMS) ist der Fachverlag der Deutschen Verkehrswacht und bietet pädagogische Produkte und Projekte zur Verkehrserziehung und Mobilitätsbildung. Die VMS entwickelt insbesondere praxisorientierte Materialien für Kinder, Schulen und Eltern, wobei sie sich vom Kindergarten bis zur Sekundarstufe an unterschiedliche Altersgruppen richtet. Besonders hervorzuheben ist ihre marktführende Stellung bei der Erstellung von Unterrichtsmedien zur Radfahrausbildung in der 3. und 4. Grundschulklasse sowie zur frühen Mobilitätserziehung in den Klassen 1 und 2. Ergänzt wird ihr Angebot durch digitale Angebote, etwa die Online‑Plattform  Die Radfahrausbildung“, über die Schüler das im Unterricht Erlernte einüben und sich gezielt auf Lernkontrollen vorbereiten können. Darüber hinaus unterstützt die VMS die Verkehrswachtorganisation bei Projekten wie „Sicher zur Schule“ und ist auch für die inhaltliche Betreuung von Jugendverkehrsschulen, die Entwicklung von Schülerlotsen‑Medien sowie deren Dienstkleidung mitverantwortlich.

## Ehrungen

### „Bewährter Kraftfahrer“

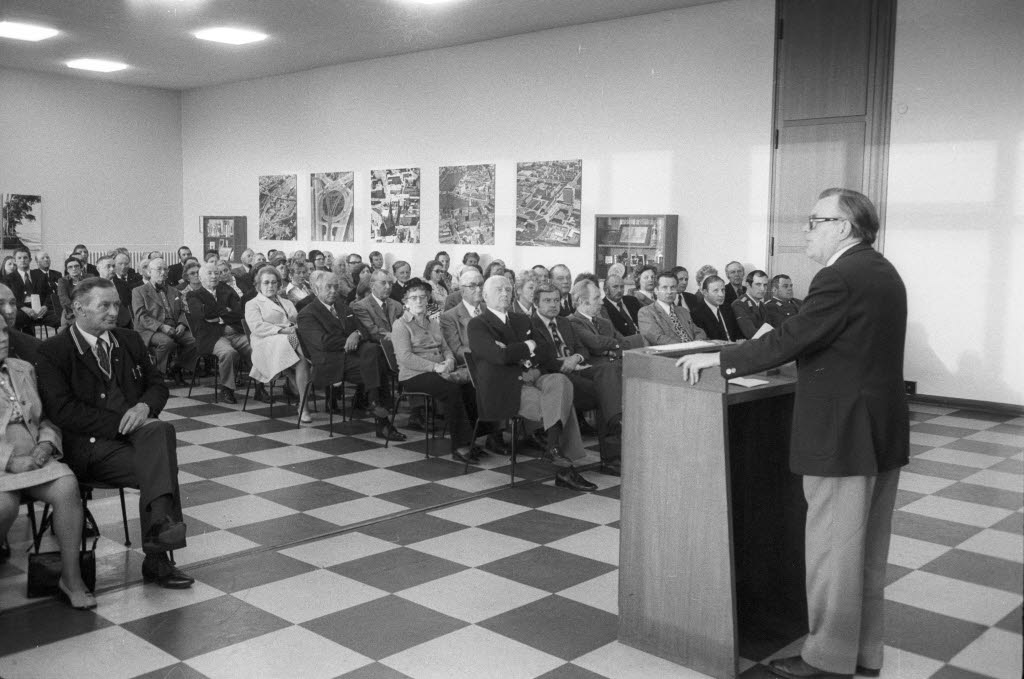
In den Räumen der Kieler Verkehrsaktiengesellschaft werden über 100 Männer, darunter viele Berufskraftfahrer, als „bewährte Kraftfahrer“ ausgezeichnet (1975)

Die Deutsche Verkehrswacht zeichnete von 1952 bis 2021 bewährte Kraftfahrer mit einer Ehrung aus. Die Voraussetzungen (auszugsweise) dafür waren:
- keine Eintragungen im Verkehrsregister.
- keine gerichtlichen Verurteilungen, die im Zusammenhang mit der Führung eines Kfz stehen.
- kein Entzug der Fahrerlaubnis oder Fahrverbot.

Die Auszeichnung wurde zum Jahr 2022 eingestellt.

### Ehrenzeichen
Das Ehrenzeichen der Deutschen Verkehrswacht wurde am 7. November 1957 mit Genehmigung des Bundespräsidenten Theodor Heuss in zwei Klassen gestiftet.
→ Hauptartikel: Ehrenzeichen der Deutschen Verkehrswacht